# 빅토리아 주립 도서관

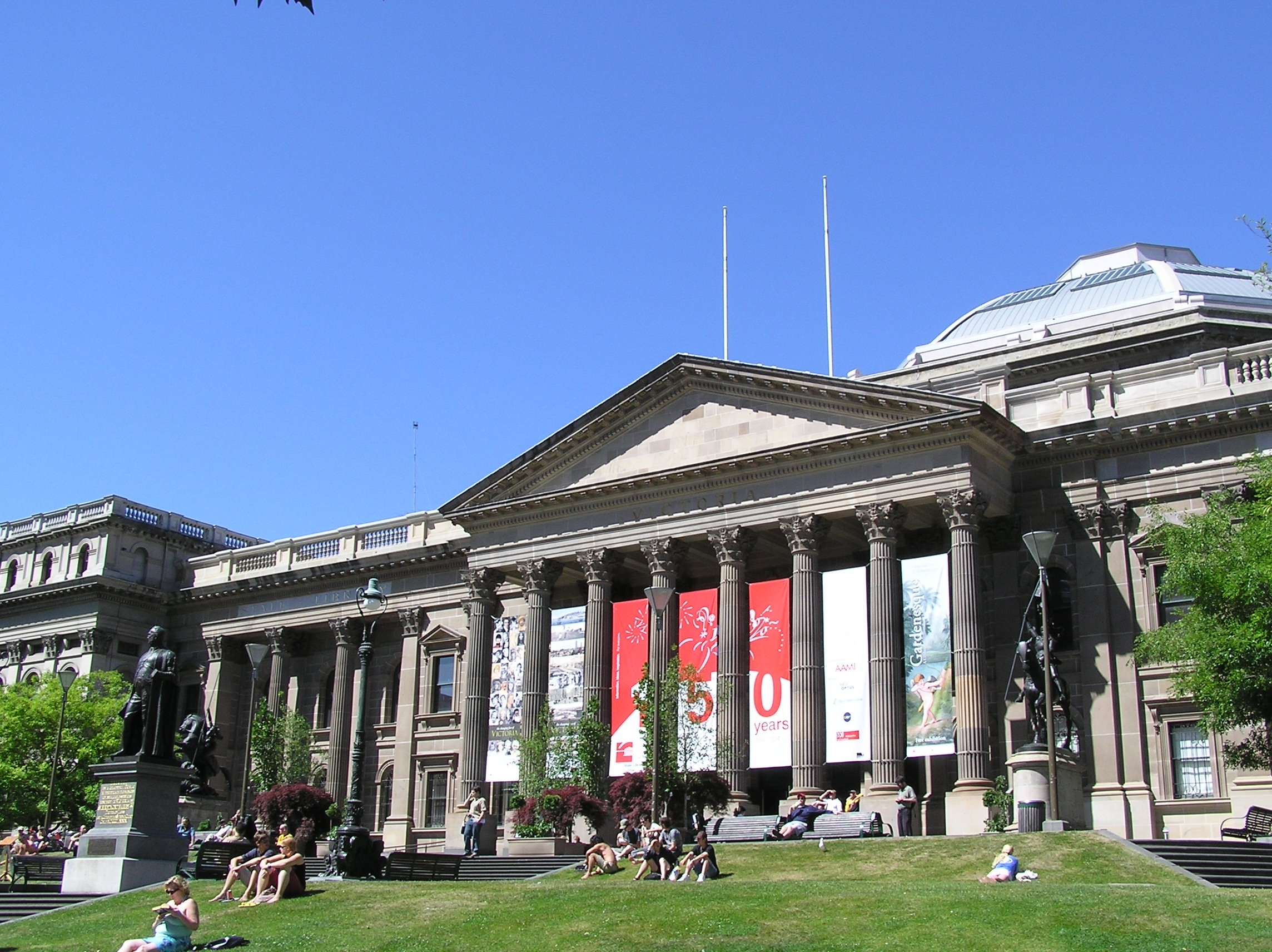
빅토리아 주립 도서관

빅토리아 주립 도서관(영어: State Library of Victoria)는 오스트레일리아 빅토리아주 멜버른에 위치한 도서관이다.

## 같이 보기
- 빅토리아 국립미술관